# Jonas Holmström
Jonas Holmström, född 14 mars 1964 i Karlstad, är en svensk målare och kortfilmsregissör.
Holmström studerade vid KV konstskola, Hovedskous målarskola och Larssons teaterakademi i Göteborg. Separat har han ställt ut på Galleri Abrahamsgården i Norberg, Kulturhuset i Oskarshamn, Galleri Bagaregården i Västerås och Galleri K i Karlstad. Han har bland annat medverkat i samlingsutställningarna Liljevalchs vårsalong, Vintersalongen på Arvika Konsthall och Värmlands konstförenings Höstsalong på Värmlands museum.
Han har tilldelats Värmlands konstförenings ungdomsstipendium 1993.
Holmström är representerad vid Sveriges riksdag, Värmlands läns landsting och Oskarshamns kommun.

## Regi och manus
- Framtidens melodi, 2011
- Kommer hem, 2007
- Izidor, 2003
- Natan, 2003 [4]